# 弗雷德里克·伍德·琼斯
弗雷德里克·伍德·琼斯（英語：Frederic Wood Jones，1879年1月23日—1954年9月29日）是一位英国胚胎学家、解剖学家和人类学家，1925年当选皇家学会会士，科研生涯主要在澳洲渡过，主要作品有《人类在哺乳动物中的地位》（Man’s Place among the Mammals）等。